# Victor Deroche
Pour les articles homonymes, voir Deroche.
Victor Deroche, né le 10 décembre 1823 à Lyon et mort le 24 novembre 1886 à Saint-Marcel, est un peintre français.

## Biographie
Victor Aimé Deroche est le fils de Joseph Auguste Deroche, négociant, et d'Olympe Zulma Girard.
Il travaille à la compagnie des Messages Transatlantiques, puis part pour l'Amérique du Sud, et le détroit de Magellan. 
Il est photographe à Milan où il développe un nouveau procédé afin de réaliser des émaux photographiques. Sa découverte lui vaut la croix des Saints-Maurice-et-Lazare.
En 1861, sa sœur Eugénie Victorine Deroche épouse à Lyon, Jean Louis Albert Mathieu, miniaturiste et photographe.
Sa découverte lui vaut une médaille d'argent à l'exposition universelle de 1867, puis avec le procédé qui porte désormais son nom, il crée en partenariat avec son beau-frère un atelier photographique, situé Boulevard des Capucines : Mathieu-Deroche, spécialité de portraits sur émail. L'atelier perdurera après 1908, sous la direction de son gendre André Barbet Massin.
En 1869, il épouse à Paris Marie Bartier (qui exposera au Salon à partir de 1881).
Au Salon de 1878, il présente Les Vapeurs du matin sur la Seine.
Maire de Saint-Marcel, il réside au Château de Montigny
.
Il meurt à son domicile, à l'âge de 62 ans.

## Magistrature municipale
- Maire de Saint-Marcel entre 1875 et 1880.